# کیک گاراش
کیک گاراش (بلغاری: гараш) یک نوع کیک شکلاتی تهیه شده در بلغارستان است.